# Howie Janotta
Howard "Howie" Janotta (Hackensack, Nueva Jersey, 19 de octubre de 1924 - San Antonio, Texas, 22 de noviembre de 2010) fue un jugador de baloncesto estadounidense que disputó una temporada en la BAA, además de jugar otras dos en la ABL. Con 1,91 metros de estatura, jugaba en la posición de alero.

## Trayectoria deportiva

### Universidad
Jugó un año con los Universidad de Long Island de la Universidad de Longs Island, antes de tener que cumplir con el servicio militar durante la Segunda Guerra Mundial, en la que fue piloto de un B-24. A su regreso fue transferido a los Pirates de la Universidad Seton Hall, donde en la temporada 1948-49 anotó 208 puntos.

### Profesional
En 1949 fichó por los Baltimore Bullets de la NBA, con los que únicamente disputó nueve partidos, en los que promedió 3,4 puntos. Al año siguiente se marchó a los Paterson Crescents de la ABL, con los que disputó dos temporadas en las que promedió 9,6 y 10,1 puntos por partido respectivamente.

## Estadísticas de su carrera en la NBA

### Temporada regular
| Temporada | Edad | Equipo            | Liga | Pos. | P | TIT | MIN | TC  | TCA | %TC  | 3P | 3PA | %3P | TL  | TLA | %TL  | R.OF. | R.DEF. | REB | ASIS | ROB | TAP | PER | FP  | PTS |
| 1949-50   | 25   | Baltimore Bullets | NBA  |      | 9 |     |     | 1.0 | 3.3 | .300 |    |     |     | 1.4 | 1.8 | .813 |       |        |     | 0.4  |     |     |     | 1.1 | 3.4 |
| Total     |      |                   | NBA  |      | 9 |     |     | 1.0 | 3.3 | .300 |    |     |     | 1.4 | 1.8 | .813 |       |        |     | 0.4  |     |     |     | 1.1 | 3.4 |

## Vida posterior
Tras retirarse, fue piloto para la compañía Arabian American Oil Company durante 16 años, y otros 20 para la compañía AT&T. Entre 1993 y 2000 fue piloto privado del actor John Travolta.